# Neil Gorsuch
Neil McGill Gorsuch (Denver, 1967. augusztus 29. –) az Amerikai Egyesült Államok Legfelsőbb Bíróságának bírája.

## Élete
Gorsuch a Columbia Egyetemen szerzett politikatudományi alapdiplomát (Bachelor of Arts in Political Science), majd a Harvard Egyetem jogi karán szerzett jogi doktorátust (Juris Doctor) Barack Obama későbbi elnök évfolyamtársaként, végül az Oxfordi Egyetemen, a University College diákjaként doktori fokozatot (DPhil; Doctor of Philosophy) nyert jogfilozófiából. Ezután David Sentelle szövetségi bíró titkára volt a washingtoni kerületi bíróságon, majd Byron White és később Anthony Kennedy titkára volt a Legfelsőbb Bíróságon. 1995-től 2005-ig a magánszektorban dolgozott ügyvédként, majd 2005–2006-ban az Igazságügyminisztériumban dolgozott államtitkár-helyettesi beosztásban. 2006-ban kapta meg szövetségi bírói kinevezését George W. Bush elnöktől a denveri központú 10. szövetségi törvényszéken. Bírói munkája mellett a Coloradói Egyetem jogi karán is tanított.
2017-ben Donald Trump elnök Gorsuchot jelölte az Antonin Scalia halálával megüresedett helyre a Legfelsőbb Bíróság társbírájának. Bár szakmai alkalmasságát kevesen vitatták, a kinevezés szenátusi jóváhagyását éles politikai vita kísérte. Végül 2017. április 10-én foglalta el helyét a Legfelsőbb Bíróságon.

## Családja
Gorsuch házas, feleségével, Louise-zal két lányuk van. Anyja, Anne Gorsuch Burford a Környezetvédelmi Ügynökség vezetője volt Ronald Reagan elnök kormányában.